# Niranjan Natverlal Desai
Niranjan Natverlal Desai es un diplomático indio retirado.
- Niranjan Natverlal Desai es hijo de Natverlal Dahyabhai Desai, un pequeño fabricante de jabón y velas de la Geita Gold Mine.
- Pasó sus primeros diecisiete años de vida en Tanzania.
- La vida en Tanzania esos días era típico de una sociedad colonial.
- La sociedad era completamente segregada.
- El 05 de junio de 1965 entró al Indian Foreign Service y fue empleado en Nairobi.
- En agosto de 1972, Idi Amin declaró lo que él llamó una "guerra económica", un conjunto de políticas que incluían la expropiación de inmuebles propiedad de los asiáticos y europeos. 80.000 asiáticos de Uganda eran en su mayoría del subcontinente indio y nacido en el país, sus antepasados haber venido a Uganda cuando el país todavía era una colonia británica. Muchos negocios de propiedad, incluyendo grandes empresas, que formaban la columna vertebral de la ugandés economía. El 4 de agosto de 1972, Amin emitió un decreto ordenando la expulsión de los 60.000 asiáticos que no eran ciudadanos ugandeses (la mayoría de ellos tenían pasaportes británicos). Esta tarde se modificó para incluir todos los 80.000 asiáticos, a excepción de los profesionales, como médicos, abogados y profesores. Una pluralidad de los asiáticos con pasaportes británicos, alrededor de 30.000, emigró al Reino Unido. Otros fueron a Australia, Canadá, India, Kenia, Pakistán, Suecia, Tanzania y los EE. UU. Amin expropiaron empresas y propiedades pertenecientes a los asiáticos y los entregó a sus seguidores. Los negocios fueron mal administrados, y las industrias colapsaron por falta de mantenimiento. Esto resultó desastroso para la economía.
- El 19 de diciembre de 1972 Niranjan Natverlal Desai fue primer secretario de la Alta Comisión de la India en Kampala y fue declarado Persona non grata del régimen de Idi Amin.
- De 1987 a 1990 fue Alto Comisionado en Kampala (Uganda).
- En 1995 fue director general del Indian Council for Cultural Relations.
- De 1999 a 2000 fue embajador en Caracas:
- Del 02 de diciembre de 2000 al 30 de junio de 2002 fue embajador en Berna con coacredición ante la Santa Sede.